# 4262 DeVorkin
A 4262 DeVorkin (ideiglenes jelöléssel (4262) 1989 CO) a Naprendszer kisbolygóövében található aszteroida. Arai, M. és Mori, H. fedezte fel 1989. február 5-én.